# ひもスプレー
ひもスプレーは、1980年代から1990年代にかけて流行したパーティグッズの通称。いたずらスプレーなどとも呼ばれる。ツクダオリジナルから発売されていた「クレイジーストリング」が有名。

## 概要
整髪料#ヘアスプレーのようなボンベにノズルがついており、ノズル上部のボタンを押すことで、ひものように樹脂状の液体が飛び出す。液体は空気に触れた瞬間から硬化し、ウレタンのようにボロボロと崩れるため、服を濡らしたりすることはない。
見た目の派手さと気軽さが受け、また1985年に開始したテレビ番組『所さんのただものではない!』（フジテレビ）で毎回番組のエンディングで行われた罰ゲームとして使用されたことなどからブームとなり、宴会や花見などの席で広く用いられたが、材質のためガスボンベやケーキの蝋燭に引火するなどの騒ぎが起き、危険性が指摘されるようになり、流行に水をさす結果となってしまう。一時の熱狂的なブームは過ぎ去ったが、現在も安全性を考慮した「ビックリWスプレー」、「ハッピーパーティースプレー」の名称で発売されている。